# Motor DOHC

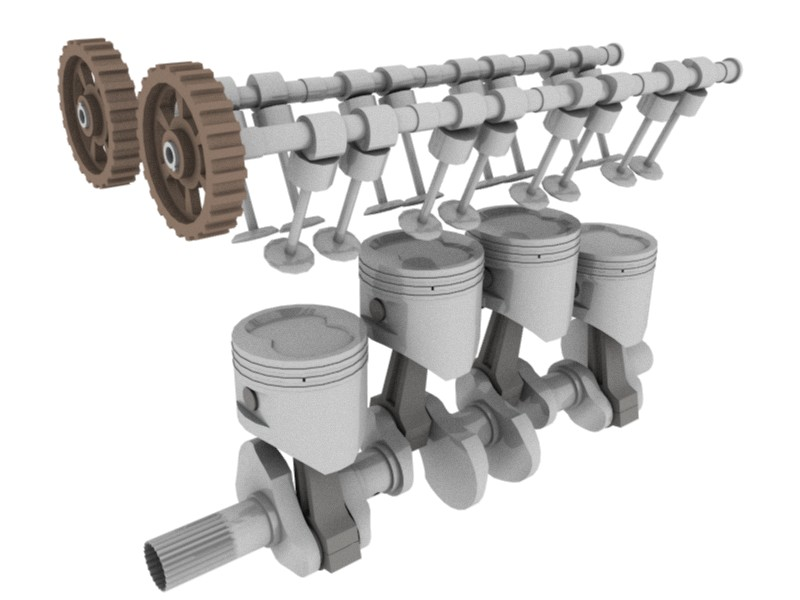
Esquema DOHC on es veuen les 4 vàlvulas per cilindre

Un motor DOHC (de l'anglès Double overhead camshaft, "doble arbre de lleves al cap" o "doble arbre de lleves a la culata") és aquell que té dos arbres de lleves situats a la part superior del capçal del motor, és a dir, de la culata. Al costat del SOHC, el DOHC és una de les dues possibles configuracions dels motors OHC i es fa servir en motocicletes, automòbils i qualsevol altre motor de combustió interna.

## Ús
El sistema DOHC, que pot adoptar 2 o 4 vàlvules per cilindre, es fa servir a la majoria dels automòbils, ja que permet extreure una potència raonable fins i tot d'un motor petit. A les motocicletes, especialment les de turisme no esportives, aquesta tecnologia no és gaire usual, ja que no necessiten gaire potència en estar fetes per a circular a velocitats baixes estabilitzades. Les més esportives sí que acostumen a adoptar motors DOHC.

## Avantatges i inconvenients
Tant la distribució DOHC com la SOHC tenen els seus avantatges i inconvenients. Per exemple, el motor DOHC genera més parell motor i potència a altes revolucions, cosa que pot aportar economia en circulació per carretera, però no té cap avantatge a baixes revolucions; el motor SOHC, en canvi, no té gaire potència a altes revolucions però té un bon parell motor a les baixes, la qual cosa el fa més econòmic a l'hora de circular per ciutat.
El motor DOHC té més potència que un motor SOHC, però només a altes revolucions, a causa del fet que hi ha més entrades i sortides per als gasos. Un DOHC té quatre "portes" (dues entrades i dues sortides), aconseguint així que la circulació d'aire/benzina sigui més lliure i fluïda.

## Preparacions
El rang de potència del motor es pot optimitzar canviant els arbres de lleves, modificant-ne l'obertura i el temps de les vàlvules d'admissió i d'escapament i canviant així el rendiment del motor a altes i baixes revolucions segons l'estil de conducció. Però quan s'augmenta la potència a altes revolucions, es redueix a les baixes i cal vigilar per no privar el motor d'elasticitat.
Hi ha automòbils que fan servir tècniques enginyoses per a obtenir la màxima potència i parell motor a tots els règims de funcionament del motor. El sistema VTEC d'Honda, emprat a la majoria dels seus models d'automòbil, és un bon exemple d'aquest sistema, que proporciona una potència específica igual o superior a 100 CV/litre, cosa que suposa un rendiment excel·lent.